# Comuna Oleksandrivka, Krasnohvardiiske
Oleksandrivka (în ucraineană Олександрівка) este o comună în raionul Krasnohvardiiske, Republica Autonomă Crimeea, Ucraina, formată din satele Krasnodarka, Oleksandrivka (reședința) și Tîmașivka.

## Demografie
Componența lingvistică a comunei Oleksandrivka
     Rusă (68,75%)
     Tătară crimeeană (14,3%)
     Ucraineană (13,96%)
     Alte limbi (0,87%)
Conform recensământului din 2001, majoritatea populației comunei Oleksandrivka era vorbitoare de rusă (68,75%), existând în minoritate și vorbitori de tătară crimeeană (14,3%) și ucraineană (13,96%).